# Ellipteroides friesei
Ellipteroides friesei là một loài ruồi trong họ Limoniidae. Chúng phân bố ở miền Cổ bắc.